# Massachusetts
Massachusetts er en delstat i USA. Delstatens hovedstad og største by er Boston. Massachusetts har omkring 7.030.000 indbyggere (2023)
Massachusetts blev optaget som USA's sjette delstat den 6. februar 1788.

## Historie
Et antal algonkin-stammer boede i området før europæernes ankomst, og herefter blev de fleste af stammerne hårdt ramt af bølger af kopper.
De første europæiske bosættere, pilgrimmene, etablerede deres bosted ved Plymouth i 1620 og udviklede venskabelige relationer med stammen wampanoag. Pilgrimmene blev snart fulgt af puritanerne, som grundlagde Massachusetts Bay-kolonien ved det nuværende Boston. Puritanerne kom til Massachusetts med ønsket om religiøs renselse og tolererede ikke andre religioner. En række personer forlod derfor Massachusetts, og således blev kolonierne Rhode Island og Connecticut grundlagt.
Gnidninger mellem europæere og oprindelige amerikanere førte til krigen Kong Philips' krig 1675-76, som endte med, at algonkin-stammerne blev endegyldigt knækket. Massachusetts blev en egentlig koloni i 1692, den største i New England, og en koloni i hvilken mange amerikanske institutioner og traditioner blev dannet. Kolonien kæmpede på briternes side i den franske og indianske krig, som var karakteriseret af brutale grænseangreb og succesrige anslag på britiske styrker i det nuværende Canada.
Massachusetts var et centrum for bevægelsen, der kæmpede for uafhængighed fra Storbritannien, og modangreb fra briterne var en vigtig årsag til de 13 oprindelige koloniers enhed og til at USA's uafhængighedskrig, som begyndte med kampe i og omkring Boston i 1775-76, brød ud.
Massachusetts blev den første delstat i USA, der afskaffede slaveriet, det skete ved en juridisk bedømmelse i 1783 af forfatningen af 1780.
Den 15. marts 1820 brød Maine ud af Massachusetts og blev en del af Unionen som den 23. delstat som følge af ratifikationen af Missourikompromiset. Massachusetts blev en national og international lederstat inden for industrialisering med delstatens produktion af maskinværktøj og tekstiler. I samme periode bidrog Henry David Thoreau og Ralph Waldo Emerson med deres tanker til udviklingen af amerikansk filosofi.
I årene op til den amerikanske borgerkrig var Massachusetts et centrum for afholdsbevægelsen og abolitionistisk aktivitet i USA. Modstand mod disse opfattelser førte til anti-abolitionistiske optøjer i Massachusetts mellem 1835 og 1837. Abolitionisternes værker påvirkede efterfølgende delstaten under borgerkrigen. Således blev Massachusetts den første delstat, der rekrutterede, trænede og bevæbnede et afro-amerikansk regiment med hvide officerer.
Massachusetts gik ind i det 20. århundrede med en stærk industriel økonomi, men Sydstaternes konkurrence med lave lønninger i 1920'erne fulgt af Depressionen, førte til et kollaps for Massachusetts' to vigtigste industrier, sko og tekstiler. I årene efter 2. verdenskrig har Massachusetts transformeret sin økonomi til at være en service- og high-tech økonomi.

## Politik
Massachusetts' forfatning blev ratificereret i 1780 under USA's uafhængighedskrig, syv år før den nuværende forfatning i USA blev ratificeret i 1787. Massachusetts har nu den ældste gældende nedskrevne forfatning i verden. Den opdeler magten i den udøvende, lovgivende og den dømmende magt.
Massachusetts' lovgivende forsamling er opdelt i et Senat med 40 medlemmer og et Repræsentanternes Hus med 160 medlemmer. Massachusetts' Senat menes at være den næstældste demokratiske besluttende forsamling i verden.
Delstatens 2 senatorer i USA's Senat er Elizabeth Warren (D) og Mo Cowan (D). Alle delstatens 9 medlemmer af Repræsentanternes Hus er demokrater.
Massachusetts er hjemsted for Kennedy-familien og stemmer for demokraterne ved nationale valg. Det er den befolkningsmæssigt største delstat, der alene har demokrater i USA's Kongres. Efter valget i 2006 har republikanerne færre end 13% af pladserne i delstatens lokale parlament – i Huset er balancen 141-19 i demokraternes favør og i Senatet 35-5.
Selv om republikanerne havde guvernørposten uafbrudt fra 1991 til 2007, hører republikanerne i Massachusetts til de mest progressive i USA. Fra 1988 har delstaten støttet de demokratiske kandidater ved præsidentvalg, og i 2004 fik John Kerry, der stammer fra delstaten, 61,9% af stemmerne og opnåede sin største marginale sejr i nogen delstat. Ved præsidentvalget i 1972 var Massachusetts den eneste delstat, der valgte demokraternes kandidat George McGovern.
Den nuværende guvernør er Charlie Baker fra republikanerne.

### Nyere lovvedtagelser
Efter en dom i statens højesteret i 2003 blev Massachusetts i 2004 den første amerikanske delstat, der legaliserede homoseksuelle ægteskaber. I 2006 vedtog man en lov, der sikrede så at sige alle borgere sygeforsikring, hvilket var banebrydende i amerikansk sammenhæng. Endelig kan det nævnes, at staten har afkriminaliseret besiddelse af små mængder af marihuana, så besiddelse af mindre end en ounce ganske vist straffes med en bøde på $100, men ikke giver fængselsstraf eller plet på straffeattesten.

## Geografi
Massachusetts grænser i nord mod New Hampshire og Vermont, i vest mod New York, i syd mod Connecticut og Rhode Island, og i øst mod Atlanterhavet. I det sydøstlige hjørne af delstaten ligger den store, sandede halvø, Cape Cod. Øerne Martha's Vineyard og Nantucket ligger syd for Cape Cod. Det højeste punkt i delstaten er Mount Greylock (1.063 m).
Byen Boston ligger i det indre af bugten Massachusetts Bay ved udmundingen af Charles River, den længste flod, der alene løber inden for Massachusetts' grænser. Det meste af befolkningen i Stor-Boston (ca. 4,4 mio.) bor ikke i byen selv – det meste af det østlige Massachusetts er temmelig tæt befolket og har et forstadspræg.
Det vestlige Massachusetts er mere landligt og tyndere befolket, især i the Berkshires, en gren af Appalacherne, som dominerer den vestlige fjerdedel af delstaten. Den mest befolkede del af det vestlige Massachusetts er dalen Pioneer Valley, som løber langs begge sider af Connecticut-floden, der løber gennem det vestlige Massachusetts fra nord mod syd. Jorden ved flodens bredder er den mest frugtbare i delstaten og gør dalen til statens spisekammer.
De fjorten amter er fra vest mod øst:
Berkshire, Franklin, Hampshire, Hampden, Worcester, Middlesex, Essex, Suffolk, Norfolk, Bristol, Plymouth, Barnstable, Dukes, Nantucket
På grund af delstatens historiske bånd til England er navnene på alle delstatens amter undtagen 2 opkaldt efter britiske amter, byer eller adelsmænd.

### Klima
Massachusetts har et fugtigt fastlandsklima med varme somre og kolde, snefyldte vintre. Grundet delstatens beliggenhed ved Atlanterhavet modtager delstaten meget nedbør hen over året, og mest om vinteren. Somrene er varme med de højeste gennemsnitstemperaturer i juli over 27 °C. Vintrene er kolde, men generelt mindre ekstreme langs kysten med højeste gennemsnitstemperaturer over frysepunktet, hvorimod områder længere inde i landet har lavere temperaturer.
Delstaten kan have ekstreme vejrforhold med snestorme om vinteren, og om sommeren er der gennemsnitligt 30 dage med tordenvejr. En del ødelæggende tornadoer har nået Massachusetts, hvor den vestlige del er lidt mere sårbar end den østlige. Delstaten er som andre delstater ved østkysten sårbar over for orkaner, og siden 1851 har 3 orkaner ramt delstaten direkte, det samme antal som Georgia mod syd. Endnu oftere rammes delstaten af orkaner, hvis styrke er reduceret til tropiske storme.
Vejret i Massachusetts er meget varieret over året og er typisk afhængig af afstanden til havet. Som de fleste delstater i New England er der kolde vintre med temperaturer under frysepunktet og en stor sandsynlighed for snefald. Forår og sommer er ret milde med lejlighedsvise hedebølger.

### Flora og fauna
Den primære biom i indlands-Massachusetts er tempereret løvskov. Dog er de fleste af træerne i delstaten fældet, og der er derfor kun spor af ældre skovvækst i isolerede lommer. Sekundær vækst har resulteret i mange skovbrug og skove, især i den vestlige del af delstaten. Urbanisering, primært i den østlige del har berørt store dele af delstaten, der er således ikke længere store vildtområder, og dyr som ulv, wapitihjort, jærv og puma, som tidligere var i området, er nu forsvundet.
Visse vildtarter har tilpasset sig de ændrede omgivelser. Prærieulv, hvidhalet hjort, almindelig vaskebjørn og vild kalkun findes nu i forstæderne til større byer og er stigende i antal. Amerikansk sortbjørn trives fortsat i skovene i det vestlige Massachusetts, og elge har genbosat sig i en del af det centralt nordlige af delstaten. Vandrefalke yngler nu i opsatte reder i mange af delstatens højeste bygninger i de større byer.
Massachusetts ligger ved en vigtig nord-syd-gående fugletrækrute. Islom er kommet til delstaten for nylig, og en betydelig skare af havlitter overvintrer ved Nantucket. Små øer ud for kysten er hjemsted for ynglende rosenterner, og visse strande er vigtige ynglesteder for et stort antal af den truede kortnæbbet præstekrave.
Massachusetts har en længere kystlinje og har en del erhvervsfiskeri ud til kontinentalsokkelen. Torsk, kuller og amerikansk hummer fiskes her. Gråsæler findes nær Monomoy Island og Nantucket Sound. Endvidere tilbringer et betydeligt antal af den truede rethval sommeren ved fødepladser ved Cape Cod, og hvalsafari er en populær sommeraktivitet ved Massachusetts' kyst, hvor der også kan iagttages pukkelhvaler, finhvaler, vågehvaler og hvidskævinger.

### Større byer
Boston er delstatens hovedstad og største by. Stor-Boston er samtidig det 11. største byområde i USA. Byer med over 100.000 indbyggere var i 2004: Boston, Worcester, Springfield, Lowell og Cambridge.

## Demografi
I 2006 havde Massachusetts en anslået befolkning på 6.437.193, en stigning på 1,4% siden 2000. Massachusetts har oplevet ændringer i befolkningssammensætningen i de senere år. Mange oprindelige indbyggere forlader staten, mens asiatiske, latinamerikanske og afrikanske immigranter flytter til. I 2004 var der 881.400 personer født i udlandet.
De fleste indbyggere bor i Stor-Boston, som omfatter det meste af det sydøstlige og centrale Massachusetts. Den vestlige del af staten har et mere landligt præg.

### Ophav
De største ophavsgrupper i Massachusetts er irsk-amerikanere (21%), italiensk-amerikanere (17,5%), fransk-amerikanere (12,9%), britisk-amerikanere (11,4%) og tysk-amerikanere (5,9%).
Massachusetts' befolkning har en af de største andele af irsk-amerikanere i USA, og der er også betydelige grupper italiensk-amerikanere og fransk-amerikanere. Andre ophavsgrupper med en vis betydning er bl.a. græsk-amerikanere, litauisk-amerikanere og polsk-amerikanere.
Af oprindelige amerikanere er de fleste blandet med amerikanere af europæisk afstamning, men der findes fire wampanoag-reservater og to nipmuc-reservater i staten.

### Religion
Massachusetts blev oprindeligt grundlagt og bosat af puritanere i det 17. århundrede, men i dag udgør protestanter mindre end en tredjedel af befolkningen. Katolikker er nu den dominerende trosretning på grund af massiv indvandring fra Irland, Quebec, Italien, Portugal, Puerto Rico, og den Dominikanske Republik. En stor jødisk befolkning kom til Boston-området i perioden 1880-1920. Mary Baker Eddy gjorde Boston Mother Church of Christian Science til trossamfundets verdenshovedkvarter. Puritanernes efterkommere hører til mange forskellige kirkesamfund, direkte nedstamning findes i Kongregationalistkirken/United Church of Christ og unitar-kirker. Begge disse trossamfund er kendte for deres stærke støtte til social retfærdighed, borgerrettigheder og moralske spørgsmål, inkl. den stærke og tidlige afskaffelse af slaveri, kvinders rettigheder og (efter 2000) legaliseringen af homoseksuelle ægteskaber.
De religiøse tilhørsforhold blandt indbyggerne i Massachusetts var i 2001:
- Kristne – 79%
  - Katolikker – 47%
  - Protestanter – 31%
    - Kongregationalistkirken/United Church of Christ – 4%
    - Baptister – 4%
    - Anglikanske kirke – 3%
    - Metodister – 2%
    - Pinsebevægelsen – 2%
    - Andre protestanter – 16%

  - Andre kristne – 1%
- Jøder – 2%
- Unitarer – 1%
- Andre religioner – 1%
- Ikke-religiøse – 17%

## Økonomi
Bureau of Economic Analysis anslog Massachusetts' bruttodelstatsprodukt i 2004 til 318 mia. USD, og den gennemsnitlige personlige indkomst var samme år 42.102 USD, den andenhøjeste i USA efter Connecticut. Bruttodelstatsproduktet steg med 2,6% fra 2004 til 2005, hvilket var lavere end det nationale gennemsnit på 3,5%.
Delstatens landbrugsprodukter er bl.a. seafood, mælkeprodukter, tranebær, tobak og grønsager. I 2005 var der 6.100 gårde i Massachusetts. Industriprodukterne omfatter maskiner, elektrisk og elektronisk udstyr, videnskabelige instrumenter samt trykning og udgivelsesvirksomhed. Massachusetts er den andenstørste producent af tranebær i USA efter Wisconsin.
Andre sektorer, der er væsentlige for Massachusetts' økonomi omfatter højere uddannelser, sundhedspleje, finansielle ydelser og turisme. I tiden med minicomputere var delstaten hjemsted for mange af de største fremstillere af computere, men dette ændrede sig med fremkomsten af personlige computere. High-tech-sektoren er stadig vigtig, selv om få af de største teknologivirksomheder er til stede i delstaten.

## Transport
Statens største lufthavn er Logan International Airport, der ligger i udkanten af Boston. Denne er en central destination for selskaber som American Airlines, Delta Air Lines, US Airlines og JetBlue Airways. Ud over denne betjener et par lufthavne i tilstødende stater nær grænsen til Massachusetts også passagerer til og fra delstaten.
Der findes mere end 40 offentlige flyvepladser og over 200 landingspladser i staten. Det statslige transportagentur Massport står for driften af Logan samt de regionale lufthavne Worcester Regional Airport og Hanscom Field.
På vejområdet går en række Interstate Highways gennem delstaten, herunder I-93, der går direkte gennem Bostons centrum. Dette har gennem tiden givet større og større trafikale problemer, men en konstruktionen af en 5,6 km tunnel har aflastet Bostons centrum for en betydelig mængde trafik.
Der findes en række trafikselskaber, der kontrollerer den kollektive trafik. Mest betydningsfuld er Massachusetts Bay Transportation Authority, der opererer størstedelen af bus-, tog-, undergrundsbane og færgetrafik i og omkring Boston.
Til at planlægge trafikale anlæg og vedligehold i Massachusetts findes et statsligt kontor, Massachusetts Executrive Office of Transportation. Dette suppleres af 13 lokale planlægningskontorer.

## Uddannelse
Massachusetts er traditionelt kendt for at være arnestedet for uddannelse i USA. Det var den første delstat, der med lov fra 1647 krævede, at hver by skulle have en folkeskole eller i det mindste en lærer. USA's første high school er Boston Latin School fra 1635, den første offentligt betalte high school er Dedham fra 1643, og det første universitet er Harvard, der blev etableret i 1636. Lowell High School var den første high school, der underviste elever af blandet race, og delstaten var den første, der indførte obligatorisk folkeskoleundervisning.
I 2008 brugte delstaten i gennemsnit $13.768 på hver elev i folkeskole og på ungdomsuddannelserne, hvilket er det sjettehøjeste beløb i landet.. Antallet af elever pr. lærer var samme år på 13,5, og der var 961.781 elever på disse trin.

## Medier
Der findes to større tv-mæssige markeder i delstaten: Boston/Worcester (det syvendestørste i USA) og Springfield. Alle de største tv-selskaber er repræsenteret i Boston/Worcester. Der udgives en række aviser i delstaten, og Boston Herald fra 1846 er et af landets ældste med daglige udgivelser. Boston Globe er yngre, men har nu det største daglige oplag på omkring 350.000 eksemplarer.

## Sport og fritid

### Sport
Alle de store amerikanske sportsgrene har stolte traditioner i Massachusetts. Således har Boston Celtics vundet hele 17 mesterskaber i basketball, senest i 2008. New England Patriots har vundet seks gange Super Bowl i amerikansk fodbold (2001, 2003, 2004, 2014, 2016 og 2018), og Boston Bruins har vundet Stanley Cup i ishockey fem gange. Endvidere har Boston Red Sox vundet mesterskabet (World Series) i baseball otte gange, senest i 2013.
I delstaten findes Hall of Fame for to sportsgrene, der regnes for at være opfundet i delstaten, nemlig basketball og volleyball. Derudover dyrkes der meget roning og atletik i staten, ikke mindst i forbindelse med universiteter og colleges. Af faste begivenheder i delstaten kan nævnes Boston Marathon, der afholdet hvert år i april.

### Fritidsaktiviteter
Med sine øer og sin placering ved kysten er det oplagt, at Massachusetts har mange sejlere og andre hobbies med relation til havet, f.eks. lystfiskeri. I delstatens nordøstlige område er der fortsat store strækninger med relativ uberørt natur, hvor vandring og skisport er populært. Der findes flere stisystemer, og blandt andet går Appalachian Trail gennem delstaten. Endvidere er der gode jagtmuligheder, hvor et af byttemulighederne er hjorte.

## Ekstern henvisning
- Delstaten Massachusetts' officielle hjemmeside (engelsk)

42°18′N 71°48′V / 42.3°N 71.8°V